# Strukturputz
Strukturputz ist ein Oberputz mit plastisch strukturierter Oberfläche auf Fassaden und Innenwänden, im Unterschied zu Glattputz. 
Die Struktur besteht entweder aus einer sichtbaren Gesteinskörnung oder wird beim Auftragen des Putzes mit Werkzeugen wie Putzkelle, Reibebrett, Reisigbesen, Holzstift, Kamm etc. mit einer bestimmten Beschichtungstechnik oder nach einem Muster gebildet. Seit dem 19. Jahrhundert, vor allem seit dem Historismus, werden Strukturputze zur Dekoration eingesetzt, während sie zuvor durch regionale Baustoffe und Handwerkstraditionen bedingt waren. 
Was den verwendeten Putzmörtel betrifft, unterscheidet die EN 13300 zwischen einer Gesteinskörnung von weniger als 1,5 mm für feine, mehr als 1,5 mm für grobe Strukturputze.